# Diancie
Diancie (ディアンシー, Diancie) est une espèce de Pokémon de la sixième génération.
Issu de la célèbre franchise de médias créée par Satoshi Tajiri, il apparaît dans une collection de jeux vidéo et de cartes, dans une série d'animation, plusieurs films, et d'autres produits dérivés. Il est imaginé par l'équipe de Game Freak et dessiné par Ken Sugimori. Sa première apparition a lieu en 2014, dans les jeux vidéo Pokémon X et Pokémon Y. Ce Pokémon est du double type roche et fée et occupe le 719e emplacement du Pokédex, l'encyclopédie fictive recensant les différentes espèces de Pokémon.

## Création
La franchise Pokémon, développée par Game Freak pour Nintendo et introduite au Japon en 1996, tourne autour du concept de capture et d'entraînement de 151 espèces de créatures appelées Pokémon, afin de les utiliser pour combattre des Pokémon sauvages et ceux d'autres dresseurs Pokémon, qu'il s'agisse de personnages non-joueurs ou d'autres joueurs humains. La puissance des Pokémon au combat est déterminée par leurs statistiques d'attaque, de défense et de vitesse et ils peuvent apprendre de nouvelles capacités en accumulant des points d'expérience ou si leur dresseur leur donne certains objets.

### Conception graphique
Il a été révélé dans le numéro de mars 2014 du magazine CoroCoro Comics, pour son apparition dans le film 17.

### Étymologie
Nintendo choisit de donner aux Pokémon des noms « astucieux et descriptifs », liés à l'apparence ou aux pouvoirs des créatures ; il s'agit d'un moyen de rendre les personnages plus compréhensibles pour les enfants, notamment américains.
Dans toutes les langues : Diancie vient de diamond (diamant en anglais), de fancy (fantaisie en anglais), et de 石 ishi (une pierre en japonais).
Selon toute vraisemblance, l'origine étymologique du nom donné pourrait être plus recherchée et ferait aussi référence au Dieu Celte Diancecht. Phonétiquement trop proches pour n'être que spéculation.
Il s'observe aussi l'association de la divinité au type fée et de ces pouvoirs de guérison au talent Corps Sain.
De plus, d'après l'histoire du Dieu Celte, la croyance raconte qu'il aurait reformé un bras au roi des dieux Nuada Airgetlam Une transposition inversée s'observe avec le scénario du 17ème film Pokémon: Diancie et le cocon de l'annihilation où Xerneas peut reformer le Cœur de diamant source de pouvoir et de vie de Diancie.

## Description
Il est le numéro 719 du Pokédex national et son talent est Corps sain.

## Apparition

### Jeux vidéo
- Pokémon X et Y
- Pokémon Rubis Oméga et Saphir Alpha

### Série télévisée et films
- Pokémon, le film : Diancie et le Cocon de l'annihilation